# Ricciella fluitans
Ricciella fluitans là một loài rêu trong họ Ricciaceae. Loài này được (L.) A. Braun mô tả khoa học đầu tiên.